# Colchicum turcicum
Colchicum turcicum là một loài thực vật có hoa trong họ Colchicaceae. Loài này được Janka miêu tả khoa học đầu tiên năm 1873.